# Сумаа
Сумаа или Тала Уфелла — историческая деревня, расположенная в коммуне Тения в провинции Бумердес в Нижней Кабилии и Северном Алжире.
Деревня окружена реками Мералден и Иссер, а также городом Тения в горном массиве Хачна.

## История
Эта деревня пережила факты нескольких исторических событий, таких как:
- Битва при перевале Бени-Айча (1837)[англ.]
- Битва при перевале Бени-Айча (1846)[англ.]
- Битва при перевале Бени-Айча (1871)[англ.]

## Учреждения
В этой деревне есть несколько зданий и сооружений, таких как:
- Завиет Сиди Бусхаки[англ.][4][5]
- Плотина Мералден[англ.][6]

## Реки
Эта стратегическая деревня окружена следующими водными путями:
- Уэд-Иссер
- Уэд-Меральден[англ.]
- Уэд-Арбиа[араб.]
- Уэд-Бумердес[араб.]